# Oxymonády
Oxymonády (Oxymonadida, Oxymonadea) je skupina exkavátních prvoků řazená buď do obsáhlejšího kmene Metamonada spolu s mnohými dalšími skupinami, jindy volně jako samostatnější vývojová linie v rámci exkavát.

## Popis
Jsou to obligátní anaerobové, kteří žijí ve střevě různých xylofágních druhů hmyzu, jako jsou švábi či termiti. Vzácně mohou žít i v tělech obratlovců, ale zřejmě ne u člověka. V buňce chybí Golgiho aparát, peroxizomy, mitochondrie i hydrogenozomy. Také nemají buněčná ústa. Zato mají na předním konci těla čtyři bičíky, které mohou někdy tvořit i undulující membránu. Zcela typickou organelou však je tzv. axostyl, velký osní útvar tvořený mikrotubulárními svazky. Rozmnožují se nepohlavně, ale byl popsán i pohlavní proces.
Příkladem oxymonád jsou rody Dinenympha, Monocercomonoides, Oxymonas, Polymastix, Pyrsonympha, Saccinobaculus či třeba Streblomastix.